# Tout sur la comptabilité
Tout sur la comptabilité (en ukrainien : Все про бухгалтерський облік ; en russe : Всё о бухгалтерском учёте) — est un journal professionnel ukrainien destiné aux comptables. Il est publié à partir de 1994 à Kiev en ukrainien et en russe.

## L'histoire
(avril 2012).
- 1993 — la fondation du journal Tout sur la comptabilité.
- 1994 — la publication du premier numéro du journal, le tirage est 17 000 exemplaires.
- 1995 — l’augmentation du volume du journal de 16 à 32 pages.
- 1996 — la parution du 100e numéro du journal, le tirage est 50 000 exemplaires.
- 1997 — les numéros commencent à paraître deux fois par semaine. En plus, les abonnés reçoivent mensuellement deux éditions spéciales thématiques.
- 1998 — le lancement du nouveau service pour les abonnés: les formulaires de comptabilité et de comptes fiscaux, ainsi que le catalogue de publications trimestriel. Pour la première fois parmi les éditions ukrainiennes pour les comptables le journal est publié en ukrainien et en russe.
- 1999 — la parution du 400e numéro du journal, le tirage est 74 500 exemplaires. Le journal reçoit le titre du lauréat du concours national « Vychtcha Proba ».
- 2000 — le lancement du nouveau service pour les abonnés: le centre d’appel de rédaction disponible 24 heures sur 24. Organisation du concours en association avec l'administration fiscale d’État de l'Ukraine «Mon inspecteur est le meilleur».
- 2001 — le journal est décoré du Diplôme d'honneur et de la décoration commémorative du Cabinet des Ministres de l'Ukraine. La direction de la rédaction a reçu le Remerciement du Président de l'Ukraine. 
 La rédaction fournit des informations thématiques les établissements d'enseignement supérieur de l’Ukraine, les collèges et les lycées techniques ayant «la comptabilité» comme une des spécialités, ainsi que les cours de comptabilité.
- 2002 — la parution du 700e numéro du journal, le tirage est 90 600 exemplaires. Organisation du concours «Meilleur comptable de l'Ukraine». Les gagnants sont 540 comptables de toutes les régions de l'Ukraine. La direction de la rédaction a reçu le Remerciement du Président de l'Ukraine.
- 2003 — la création du premier centre de consultations gratuit concernant les questions de la comptabilité et de l'imposition. Le journal présente aux abonnés les suppléments exclusifs : « les Hôtels de l'Ukraine », « le Livre de chevet du spécialiste sur l’activité de commerce international », « les Exemples du remplissage des documents primaires ». La direction de la rédaction est décorée du Diplôme d'honneur du Cabinet des Ministres de l'Ukraine.
- 2004 — le journal fête l'anniversaire de 10 ans. La création du site Web du journal www.vobu.com.ua. Le lancement des forums Internet thématiques du journal à l'adresse forum.vobu.com.ua. Le journal devient un des initiateurs principaux de la célébration officielle du Fête de comptables (le 16 juillet)[1]. 
 Il a été organisé le concours «Mon dirigeant est le meilleur». Il la été défini 255 meilleurs dirigeants des entreprises de toute l'Ukraine. Le journal est décoré du Diplôme d'honneur du Conseil Suprême de l'Ukraine (Verkhovna Rada).
- 2005 — le journal devient le leader absolu sur le marché des éditions professionnelles. Le tirage du journal atteint 93100 exemplaires. La création du logiciel «le calendrier électronique du comptable». Durant l’année le centre d’appel a reçu 15531 coups téléphoniques.
- 2006 — la création du service d'information pour les comptables (SIC). Il met à disposition une assistance par courriel pour les comptables, directeurs, juristes, hommes d’affaires, ainsi que la possibilité de commander par e-mail des réglementations, nouveautés législatives, formulaires de comptabilité. 
 Organisation du concours « l’abonnement clés en main ». Les trois gagnants ont reçu les appartements à Kiev.
- 2007 — la fixation de la quantité maximale des visiteurs du forum du journal : 252 personnes à la fois. L’organisation du concours «les Mystères de l'Égypte». Les gagnants, 230 comptables, ont reçu les bons de séjour à l'Égypte.
- 2008 — l’organisation du concours « 15 ans ensemble, ou « tout sur la comptabilité réussie ». 15 comptables ont gagné les voitures. Changement de la conception du contenu du journal avec un design entièrement renouvelé. Le lancement du centre de consultation avec les représentants du Trésor public de l'Ukraine, le Ministère de l'Education et des Sciences, le Ministère de la Santé publique, le Ministère de la Culture et du Sport. 
 L’organisation du premier concours omniukrainien de meilleur auteur de la publication sur la comptabilité publique parmi les employés du Trésor public de l'Ukraine[2]. 
 L’organisation du concours « le meilleur article d’étudiant » parmi les étudiants des établissements d'enseignement supérieur de l'Ukraine[3]. 
 Avec l’assistance du Trésor public de l'Ukraine commence à paraître l'insertion « le Trésorier » qui contient des explications les plus récentes concernant les questions de la comptabilité dans les institutions publiques. 
 La base de données « la collection des informations « la Comptabilité 2010 ».
- 2009 — les abonnés reçoivent les formulaires de comptabilité gratuits sur les CD-ROM. 
 L’organisation du concours « les Cadeaux généreux ». Les gagnants, 1625 comptables ukrainiens, ont reçu des récompenses pécuniaires. 
 La parution du disque contenant les documents normatifs pour les comptables des institutions publiques. 
 Le lancement de la diffusion de la web-radio « Iaskravé radio » (Radio brillante) sur le site-web www.vobu.com.ua. 
 La parution des éditions spéciales du journal sous une couverture en couleurs. 
 La parution sous un nouveau format du « Supertableau », l’édition populaire parmi les comptables.
- 2010 — la parution d’une édition spéciale du journal « 125 questions sur les impôts », le projet commun du journal et de l'administration fiscale d'État de l'Ukraine, contenant les réponses données par les agents fiscaux de toute l'Ukraine.

À l’occasion du 15e anniversaire du Trésor public il a été organisé le deuxième concours « le meilleur auteur de la publication sur la comptabilité publique ». 
 L’augmentation de la quantité de pages et la parution des rubriques spécialisées. 
 L’organisation du concours « le Meilleur professeur » sur le site du journal « Tout sur la comptabilité ». 
 Près de 200 000 personnes ont voté ; dans tous les établissements d'enseignement supérieur, les lycées techniques et les collèges il a été élu le meilleur professeur de l'Ukraine, qui a été honoré d’un diplôme. 
 Le lancement des nouveaux projets créateurs « la Faillite » et « l’Audit : la pratique de protection». 
 Le 23 octobre 2010 la rédaction du journal a présenté le journal le plus grand du monde,. Ses dimensions sont 3,20 m en hauteur et 2,26 m en largeur, mais étant ouvert – 3,20 m × 4,52 m, ce qui est dix fois plus grand que le format actuel du journal « Tout sur la comptabilité ». Le record a été fixé par le représentant du Livre des records de l'Ukraine comme le record du monde,.

## Administration
- Stepovyi O.G. – directeur de la rédaction ;
- Krytchoune P.M. – rédacteur en chef ;
- Kaploune V.S. – directeur.

## Décorations
- Lauréat du concours national « Vychtcha Proba » 1999 ;
- Diplôme d'honneur du Cabinet des Ministres de l'Ukraine – 2001[9] ;
- Diplôme du Conseil Suprême de l'Ukraine (Verkhovna Rada) « Mérité du peuple ukrainien » - 2004[10] ;
- Diplôme d'honneur du Ministère de l’Énergie de l’Ukraine – 2004[11] ;
- Diplôme du Livre des records de l’Ukraine – 2010[8].